# Michel Desrochers
Pour les articles homonymes, voir Desrochers.
Michel Desrochers (1945 - 10 septembre 2005 à Montréal, Québec) était un animateur de radio et un animateur de télévision québécois.

## Biographie
Pendant les années 1960, il travaille comme animateur de radio pour CJMS et CFGL-FM à Montréal.
En 1964, il présente le spectacle des Beatles au Forum de Montréal. Des Français le remarqueront et il deviendra animateur pour Europe 1. 
Quelques années plus tard, de retour au Québec, il travaille pour CKAC, puis Radio-Canada. Pour le compte de cette dernière, il anime CBF Bonjour et participe à au moins un Bye Bye.
Pendant les années 1980, toujours pour le compte de Radio-Canada, il est animateur de télévision à l'émission Michel Desrochers. Il travaille aussi comme animateur à la station CIEL-MF de Jean-Pierre Coallier.
En 2004, il travaille pour la station Radio Nostalgie. Malheureusement, en septembre 2005, son corps est retrouvé dans les eaux du fleuve Saint-Laurent à l'âge de 60 ans. L'hypothèse du suicide est envisagée.

## Référence
1. 1 2 3  (en) « L'ex-animateur de radio Michel Desrochers n'est plus », Radio-Canada, 12 septembre 2005 (consulté le 29 janvier 2011)